# Проект (издание)
«Проект» — русскоязычное интернет-издание, созданное в 2018 году журналистом Романом Баданиным (ранее — главред телеканала «Дождь» и других СМИ), специализирующееся на расследовательской журналистике. В июле 2021 года было внесено Генпрокуратурой в список «нежелательных организаций» и было вынуждено закрыться. В сентябре издание было перезапущено под названием «Агентство», а 31 марта 2022 года «Проект» был перезапущен под прежним названием.

## История
Роман Баданин с 2001 года работал в изданиях «Газета.Ru», Forbes, «Интерфакс», «РБК» и «Дождь» в должности главного редактора. В 2017 году уехал обучаться журналистике в Стэнфордском университете (по первому образованию он историк). В 2018 году, после окончания учёбы и возвращения в Россию, он решил заняться журналистскими расследованиями в формате интернет-издания, которыми он занимался прежде. В проект были привлечены его коллеги по работе в «Дожде» (Мария Жолобова и Михаил Рубин), а также РБК. В июле 2018 года сообщалось: «В „Проекте“ работают около десяти человек, его бюджет — до $0,5 млн».
В ноябре 2018 года Владислав Клюшин, помощник первого заместителя главы администрации президента Алексея Громова, подал на Баданина в суд с требованием опровергнуть информацию «Проекта» о том, что Клюшин является владельцем Telegram-канала «Незыгарь». В 2019 году Московский городской суд обязал «Проект» удалить информацию об этом.

### Судебное преследование и запрет деятельности в России
В июне 2021 года у трёх редакторов издания (Баданин, Жолобова, Рубин) прошли обыски по делу Ильи Трабера (ч. 2 ст. 128.1 УК РФ «клевета, содержащаяся в публичном выступлении, публично демонстрирующемся произведении, средствах массовой информации»), который фигурировал в расследованиях Баданина и Жолобовой в 2018 году, когда они работали на «Дожде». По данным, приводимым изданием Forbes, в этом деле они получили статус свидетелей. 29 июня ТАСС сообщило, что полиция считает Баданина подозреваемым. Позднее издание уточнило, что журналисты в деле являются свидетелями. Сами журналисты считают, что на них оказывается давление из-за расследования о главе МВД Владимире Колокольцеве, вышедшем накануне. Совет по правам человека при президенте РФ выразил намерение дать экспертную оценку действиям полиции и отметил, что обыск мог быть использован как форма давления, а журналисты не имеют отношения к расследуемому событию.
15 июля 2021 года вышло последнее расследование «Проекта», посвящённое деятельности иркутского депутата и предпринимателя Евгения Бакурова. В этот же день Генеральная прокуратура РФ признала издание «нежелательной организацией» в России. «Проект» стал первым СМИ в таком статусе. Прокуратура обосновала своё решение тем, что деятельность издания «представляет угрозу основам конституционного строя и безопасности» России. В том же решении главный редактор «Проекта» Роман Баданин и журналисты издания Ольга Чуракова, Юлия Лукьянова, Мария Железнова и Пётр Маняхин были внесены в российский список СМИ — «иностранных агентов».
16 июля 2021 года издание сообщило о ликвидации своего издателя, компании Project Media, Inc., зарегистрированного в США, в связи с признанием его «нежелательной организацией» в России.
23 июля 2021 года  в список СМИ — «иностранных агентов» были добавлены ещё трое журналистов издания — Михаил Рубин, Софья Гройсман и Юлия Апухтина. После этого Роман Баданин и его заместитель Михаил Рубин покинули Россию, поскольку посчитали, что их профессиональная деятельность может угрожать жизни и свободе. Также Баданин заявил, что планирует «эвакуировать» журналистов издания ради их безопасности.
2 августа 2021 года  директор Службы внешней разведки Сергей Нарышкин в эфире канала «Соловьёв Live» заявил о связи The Insider и «Проекта» с экс-сотрудниками западных спецслужб. «Мы так чувствуем и видим».
26 октября 2021 года  Роскомнадзор заблокировал сайт «Проекта» по требованию Генеральной прокуратуры за распространение материалов «нежелательной организации» по статье 15.3 Федерального закона № 149-ФЗ «Об информации, информационных технологиях и о защите информации».
18 декабря 2021 года Роскомнадзор потребовал у Meduza, The Village, Znak.com и телеканала «Дождь» удалить более 50 публикаций, освещавших расследования «Проекта»; были, в частности, удалены новости про Медведева, Юрия Ковальчука, Ротенберга, Кадырова, Наилю Аскер-заде и знакомую Путина Светлану Кривоногих. Все эти СМИ выполнили требование и удалили указанные материалы.
14 апреля 2023 года «Агентство» было внесено Минюстом РФ в "иноагентский" реестр.
2 июня 2023 года Минюст РФ внес издание «Проект» и его сотрудников Романа Баданина, Михаила Рубина, Катю Аренину, Виталия Солдатских, Михаила Маглова, Полину Махольд, Бориса Дубаха, Софию Маневич в перечень «иностранных агентов». Издание стало первой организацией, признанной таковым уже после внесения в список нежелательных организаций.
15 декабря 2023 года в список «иностранных агентов» внесен журналист «Агентства» Андрей Затирко.

### «Агентство»
23 августа 2021 года Баданин заявил о планах создания нового СМИ, «Агентство», название которого связано со статусом «иностранного агента». 6 сентября 2021 года «Агентство» было запущено, а Telegram-канал «Проекта» был переименован в «Агентство». 6 марта 2022 года сайт издания agents.media был заблокирован Роскомнадзором по требованию Генпрокуратуры от 24 февраля, когда началась полномасштабная война России против Украины и были заблокированы или вынуждены закрыться многие российские независимые медиа. Издание заверило свою аудиторию, что не собирается останавливать работу в связи с блокировкой. 13 марта был создан телеграм-канал «Агентство. Новости», в котором на регулярной основе стали выходить новости от коллектива «Агентства». 22 марта об открытии новостного канала было объявлено официально.

### Возвращение «Проекта»
31 марта 2022 года было объявлено о перезапуске «Проекта» под оригинальным названием. Главред Роман Баданин объяснил, что перезапуск издания под новым названием «Агентство» в сентябре 2021 года был связан с попыткой обезопасить авторов и читателей от преследований в России в связи с включением «Проекта» в список нежелательных организаций и признанием журналистов издания «иностранными агентами», «однако нападение России на Украину и очередной масштабный виток репрессий сделали эту перестраховку бессмысленной». Он также сообщил, что телеграм-канал «Агентство. Новости» сохранит название и продолжит работу в новостном формате.

## Деятельность
Издание специализируется на расследовательской журналистике. На сайте издания публикуются текстовые версии расследований, на YouTube-канале — видео-версии расследований и подкасты. Издание также публикует материалы на своих страницах в Telegram, ВКонтакте, Instagram, Яндекс.Дзен, Twitter и Facebook.
Первые расследования были посвящены отдельным темам, между собой слабо связанным (космонавтика, интервью с серийным убийцей). Позже издание начало размещать материалы о тайных связях и предпринимательской деятельности российских чиновников и партий, коррупционных схемах высших эшелонов российской власти и крупного бизнеса и о давлении и влиянии власти России на СМИ и социальные сети. Были выпущены расследования о лицах, проживающих на Рублёвке, утверждающие о связях Роснефти и Amaffi, посвященные теме доходов Рамзана Кадырова и Адама Делимханова, а также спецпроект «Железные маски», посвящённый Владимиру Путину и его окружению: Виктору Золотову, Юрию Ковальчуку, Рамзану Кадырову, а также предполагаемой любовнице Светлане Кривоногих.
Разные издания отмечают, что с 2019 года, после публикаций о ЧВК Вагнер и её связи с Евгением Пригожиным, за журналистами «Проекта» была установлена слежка, которая связана с российскими властями.
1 апреля 2022 года, в год 70-летия Владимира Путина, издание выпустило расследование о его здоровье, в котором со ссылкой на осведомлённые источники и документы ЦКБ рассказало о травмах и предполагаемых диагнозах президента, о которых никогда официально не сообщалось, его увлечении пантовыми ваннами, а также о врачах различных специализаций (лорах, нейрохирургах и хирурге-онкологе), которые сопровождают его в неофициальных поездках.
В 2023 году издание выпустило фильм «Его война» о том, как Владимир Путин начал войну против Украины; Масштабное расследование «Пссы войны», содержащее перечень российских олигархов, участвующих в поставках продукции российскому оборонному комплексу; Расследование о главе МЧС Александре Куренкове, в котором обнаружило жену министра и связанные с ней активы; Расследование «Железные маски. Заключительный сезон», посвящённое Владимиру Путину и Алине Кабаевой; «Быт и нравы эпохи П.», посвящённое земельным владениям, выстроенным вокруг президентской резиденции, и родственникам Владимира Путина; «Портрет Германа Грефа, самого либерального из российских коррупционеров», посвящённое офшорам главы Сбербанка, и другие значимые расследования.
17 июня 2024 года «Проект» выпустил фильм «Вертикаль Кадырова. Полная крови биография» о правлении династии Кадыровых в Чеченской Республике. Медиа приводит доказательства о том как Рамзан Кадыров участвовал в первой и второй чеченский войнах, о подготовке к его приходу во власть, о причастности к смертям людей из его семьи и приближённых семьи, о дружбе с Тимати, о коррупции семьи Кадыровых, о несовершеннолетних наложницах в гареме, о настоящих матерях детей Рамзана, о связи людей Кадырова к смертями российской либеральной политической оппозиции, таких как Борис Немцов, и о чрезмерных нарушениях прав и свобод человека людьми Кадырова. В том числе, источниками фильма были приближённые к Рамзану Кадырову, которые решили остаться анонимными..
в 2025 году издание выпустило подробнейшую биографию Путина «Царь собственной персоной».

## Награды
По состоянию на сентябрь 2022 года журналисты издания «Проект» 14 раз становились лауреатами журналистской премии «Редколлегия», также 2 раза получали премию журналисты родственного издания «Агентство».
В 2019 году статья Романа Баданина, Михаила Рубина и Марии Жолобовой «Портрет Алексея Громова, руководителя российской государственной пропаганды», опубликованная в «Проекте», получила премию «Профессия — журналист» общественной организации «Открытая Россия» в категории «Интервью + портрет».
В августе 2020 года издание получило премию «Свободная пресса Восточной Европы» немецкого фонда Zeit-Stiftung и норвежского Fritt Ord («за исследования о коррупции и злоупотреблении властью»).
В 2024 году статья Виталия Солдатских, Екатерины Резниковой и Романа Баданина «Пссы войны. Путеводитель по российским олигархам военного времени» выиграла Премию Европейской прессы в номинации Innovation Award.

## Финансирование
По заявлению Романа Баданина, «Проект» существует за счёт пожертвований своих спонсоров.